# Villard-sur-Bienne
Villard-sur-Bienne là một xã trong vùng hành chính Franche-Comté, thuộc tỉnh Jura, quận Saint-Claude, tổng Saint-Claude. Tọa độ địa lý của xã là 46° 28' vĩ độ bắc, 05° 53' kinh độ đông. Villard-sur-Bienne nằm trên độ cao trung bình là 722 mét trên mực nước biển, có điểm thấp nhất là 485 mét và điểm cao nhất là 966 mét. Xã có diện tích 10.37 km², dân số vào thời điểm 1999 là 132 người; mật độ dân số là 13 người/km².

## Thông tin nhân khẩu
| 1962 | 1968 | 1975 | 1982 | 1990 | 1999 |
| ---- | ---- | ---- | ---- | ---- | ---- |
| 95   | 104  | 76   | 85   | 115  | 132  |